# Otoskleroza
Otoskleroza (łac. otosclerosis) – choroba kosteczek ucha środkowego, która stopniowo prowadzi do utraty słuchu. Dolegliwość ta występuje rodzinnie; częściej dotyka kobiety między 15 a 30 rokiem życia. Może znacznie pogłębić się w czasie ciąży.
W otosklerozie dochodzi do rozwoju ognisk nieprawidłowej tkanki kostnej w obrębie kosteczek ucha środkowego. Niedosłuch o charakterze przewodzeniowym powstaje głównie na skutek zrośnięcia podstawy strzemiączka z otworem okienka owalnego oraz zarośnięciem okienka okrągłego. Hamuje to przenoszenie bodźców dźwiękowych do ucha wewnętrznego. Osoba z otosklerozą może cierpieć również z powodu szumu w uszach i zawrotów głowy. Słyszenie zazwyczaj jest lepsze w głośnym otoczeniu.

## Diagnostyka
- diagnostyka obrazowa nie znajduje zastosowania w wykrywaniu otosklerozy, jednakże w niektórych przypadkach w badaniu tomografii komputerowej lub rezonansu magnetycznego można uwidocznić ogniska otosklerotyczne;
- audiometria tonalna – niedosłuch przewodzeniowy z krzywymi progowymi w fazie początkowej na poziomie 40 dB, zachowana rezerwa ślimakowa, lepsze słyszenie na wyższych częstotliwościach, załamek Carharta – podwyższenie (czyli pogorszenie) progu słuchu o około 10–20 dB w częstotliwości 2 kHz, w dalszym przebiegu pogorszenie słuchu dla częstotliwości wysokich;
- w otoskopii widoczny niekiedy objaw Schwartzego – przeświecający na różowo wzgórek;
- audiometria impedancyjna – prawidłowa podatność błony bębenkowej, brak lub patologiczny odruch z mięśnia strzemiączkowego;
- patologiczna próba Gellé.

## Leczenie
- protezowanie słuchu,
- podawanie bisfosfonianów, związków fluoru,
- leczenie operacyjne – stapedektomia; stapedotomia.

### Przeciwwskazania do leczenia operacyjnego
- choroba Ménière’a,
- aktywny proces zapalny ucha środkowego,
- ciąża,
- jedyne słyszące ucho,
- perforacja błony bębenkowej.

### Zasady leczenia operacyjnego
- nigdy nie operuje się obojga uszu podczas jednego zabiegu, operacja drugiego ucha z reguły najwcześniej po upływie roku od pierwszego zabiegu,
- zawsze operuje się gorzej słyszące ucho.

## Klasyfikacja ICD10
| kod ICD10     | nazwa choroby                                       |
| ------------- | --------------------------------------------------- |
| ICD-10: H80   | Otoskleroza                                         |
| ICD-10: H80.0 | Otoskleroza obejmująca okienko owalne, niezarostowa |
| ICD-10: H80.1 | Otoskleroza obejmująca okienko owalne, zarostowa    |
| ICD-10: H80.2 | Otoskleroza ślimakowa                               |
| ICD-10: H80.8 | Inna otoskleroza                                    |
| ICD-10: H80.9 | Otoskleroza, nie określona                          |